# 贾克斯勒克·赛米提
贾克斯勒克（1940年5月8日—2008年），原名贾克斯勒克·赛米提（另译贾克斯勒克·萨米提），中国哈萨克族作家。新疆吉木乃人。1959年肄业于新疆大学。历任中学教师，新疆电视台译制部副主任。1955年开始发表作品。1985年加入中国作家协会。1993年4月移居哈萨克斯坦并定居阿拉木图。1995年以后在哈萨克斯坦国立大学任教。于2008年在阿拉木图去世。

## 作品
著有短篇小说集《破镜重圆》、《母亲的力量》，中短篇小说集《故乡》、《山风》等。

## 荣誉
《母亲的力量》获新疆维吾尔自治区创作奖，《故乡》获全国第二届少数民族文学优秀作品奖。